# 哈鲁琼·梅尔迪尼扬
哈鲁琼·梅尔迪尼扬（1984年8月16日—），亚美尼亚男子竞技体操运动员，2015年世界竞技体操锦标赛男子鞍马铜牌得主、2022年世界竞技体操锦标赛男子鞍马铜牌得主。